# Macellolophus hispanicus
Macellolophus hispanicus är en mångfotingart som beskrevs av Karl Wilhelm Verhoeff 1931. Macellolophus hispanicus ingår i släktet Macellolophus och familjen Xystodesmidae. Inga underarter finns listade i Catalogue of Life.